# اکساپروتیلین
اکساپروتیلین یا اگزاپروتیلین (نام رمز توسعه C 49-802 BDA)، همچنین به عنوان هیدروکسی‌ماپروتیلین شناخته می شود، یک مهارکننده بازجذب نوراپی‌نفرین از خانواده ضدافسردگی‌های چهارحلقه‌ای (TeCA) است که به ماپروتیلین شباهت دارد. اگرچه به عنوان یک داروی ضدافسردگی مورد بررسی قرار گرفت، اما هرگز به بازار عرضه نشد.

## شیمی
اکساپروتیلین یک مخلوط راسمیک متشکل از دو ایزومر R (-)- یا لوو-اکساپروتیلین (لووپروتیلین ؛ CGP-12,103-A) و S (+)- یا دکسترو-اکساپروتیلین (دکستروپروتیلین ؛ CGP-12,104-A) است. هر دو انانتیومر فعال هستند، ایزومر لوو- به عنوان یک آنتی‌هیستامین عمل می کند و ایزومر دکسترو- دارای یک فارماکولوژی اضافی است، اما هر دو به طور غیرمنتظره همچنان اثرات ضد افسردگی را حفظ می کنند.

## همچنین ببینید
- ماپروتیلین